# الصراع الثقافي في القرن التاسع عشر
الصراع الثقافي في القرن التاسع عشر، أو كلتوركامبف، (بالألمانية: Kulturkampf) ، بمعنى «الصراع الثقافي» هو الصراع الذي حدث في الفترة من 1872 إلى 1878 بين حكومة مملكة بروسيا بقيادة أوتو فون بسمارك والكنيسة الرومانية الكاثوليكية بقيادة البابا بيوس التاسع. كانت القضية الرئيسية في ذلك الصراع هي التحكم الكتابي في التعليم والتعيينات الكنسية. كانت السمة الفريدة لـ "Kulturkampf" مقارنة بالنضالات الأخرى بين الدولة والكنيسة الكاثوليكية في البلدان الأخرى هي مكون بروسيا مناهضة البولنديين.
على سبيل القياس، يُستخدم مصطلح "Kulturkampf" أحيانًا لوصف أي نزاع بين السلطات العَلمانية والدينية أو القيم أو المعتقدات المتعارضة بشدة بين الفصائل الكبيرة داخل أمة أو مجتمع أو مجموعة أخرى.

## الخلفية

### أوروبا والكنيسة الكاثوليكية
تحت تأثير الفلسفات والأيديولوجيات الجديدة الصاعدة مثل التنوير، والواقعية، والوضعية، والمادية، والقومية، والعلمانية والليبرالية، خضع دور الدين في المجتمع والعلاقة بين المجتمع والكنيسة لتغييرات عميقة في القرنين الثامن عشر والتاسع عشر. سعت العديد من الدول إلى تجريد الكنيسة من القوى الدنيوية. اختزال واجبات الكنيسة في الشؤون الروحية عن طريق علمنة المجال العام وفصل الكنيسة عن الدولة؛ لتأكيد سيادة الدولة، لا سيما في التعليم. يقول روزين هيلي (2003) أنه في جميع أنحاء أوروبا، كان Kulturkampf (الصراع الثقافي) يعمل بشكل أساسي على مستوى الدولة ووُجِد "خاصة في معاقل الليبرالية ومناهضة رجال الدين ومناهضة الكاثوليكية.

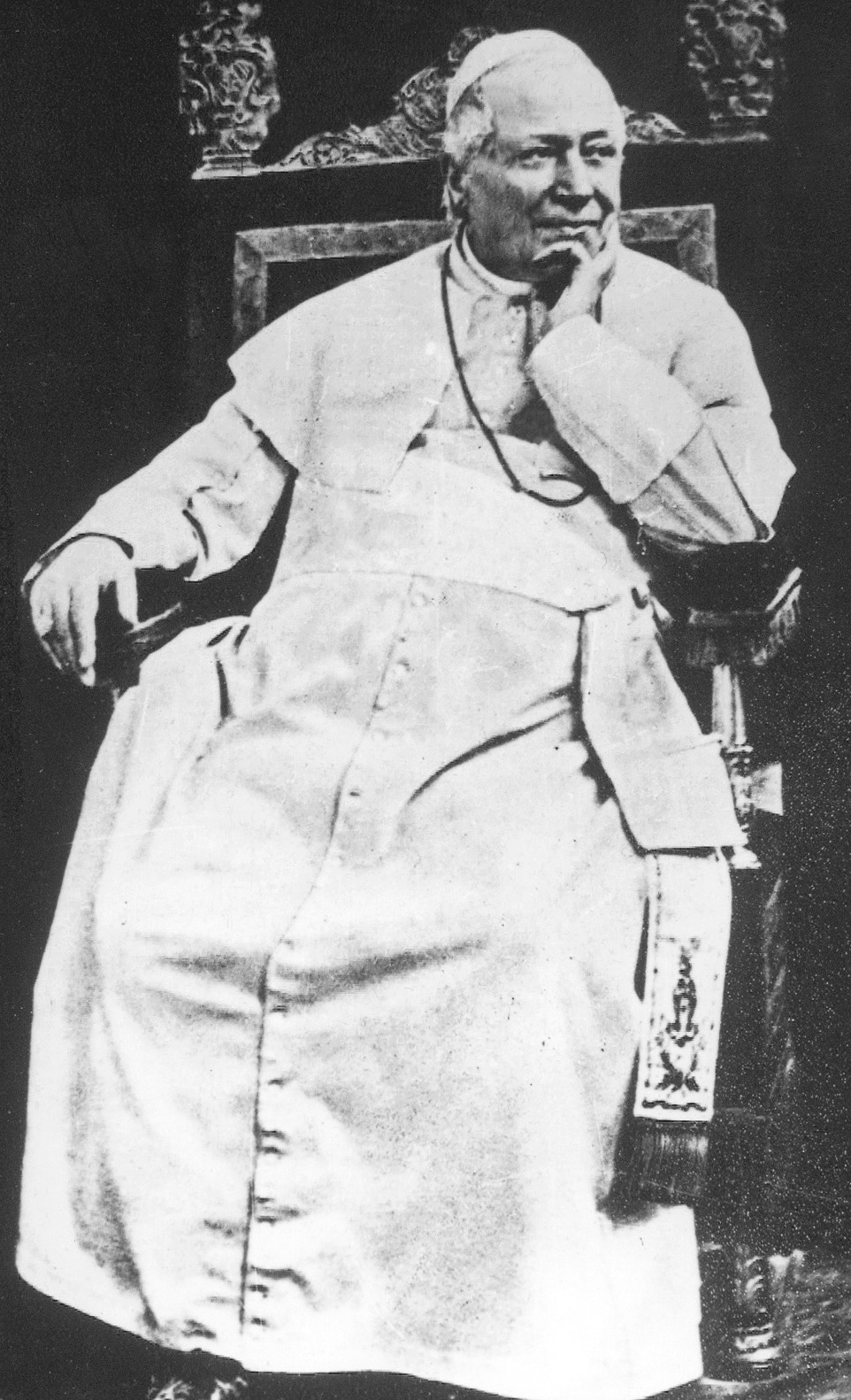
البابا بيوس التاسع (ca. 1878)

قاومت الكنيسة الكاثوليكية هذا التطور الذي صورته على أنه هجوم على الدين وسعت إلى الحفاظ على دورها القوي في الدولة والمجتمع بل وتقويته. مع تنامي تأثير التنوير وبعد أن فقدت الكنيسة الكثير من ثروتها وقوتها وتأثيرها في التوسط والعلمنة في أوائل القرن التاسع عشر، كانت الكنيسة في حالة تدهور. كانت البابوية في ذلك الوقت في نقطة ضعف في تاريخها، بعد أن فقدت للتو كل أراضيها لصالح إيطاليا، وصار البابا "سجين" في الفاتيكان. سعت الكنيسة لعكس نفوذها المتضائل وللحفاظ على نفوذها في أمور مثل الزواج والأسرة والتعليم، وبدأ إحياء كاثوليكي من خلال تأسيس جمعيات أو صحف أو مدارس أو مؤسسات اجتماعية أو رتب جديدة وتشجيع الممارسات الدينية مثل الحج والتجمعات الجماعية والولاء لـ مريم العذراء أو قلب يسوع المقدس؛ أصبح البابا نفسه موضوعًا للإخلاص. بصرف النظر عن الانتشار غير العادي للطوائف الدينية، شهد القرن التاسع عشر أيضًا ظهور عدد لا يحصى من الجمعيات والمنظمات الكاثوليكية، خاصة في ألمانيا وفرنسا. انتشرت الدعاية الكاثوليكية بما في ذلك تفسير الأحداث اليومية من خلال الصحف الكاثوليكية المحلية والوطنية البارزة في جميع دول أوروبا الغربية وكذلك من خلال البعثات المنظمة والمجموعات المخصصة للأدب المتدين.
في القرن التاسع عشر، أصدرت الكنيسة الكاثوليكية سلسلة من العقائد والمنشورات المثيرة للجدل. في عام 1832، في المنشور ميراري فوس، أدان البابا غريغوري السادس عشر الليبرالية وحرية الصحافة والفكر الحر.
تحت قيادة خليفته البابا بيوس التاسع:
- 1854: أعلنت الكنيسة الحبل بلا دنس بمريم.
- 1864: نشر الفاتيكان المنشور Quanta cura [الإنجليزية] ومنهج الأخطاء [الإنجليزية].
- 1870: أعلن المجمع الفاتيكاني الأول عقيدة العصمة البابوية.

من خلال «منهج الأخطاء» لعام 1864، شنت الكنيسة الكاثوليكية هجومًا على الأيديولوجيات الجديدة، حيث أدانت 80 بيانًا فلسفيًا وسياسيًا، وأبرزها أسس الدولة القومية الحديثة، باعتبارها كاذبة. رفضت صراحة مفاهيم مثل حرية الدين، والفكر الحر، والفصل بين الكنيسة والدولة، والزواج المدني، وسيادة الشعب، والديمقراطية، والليبرالية والاشتراكية، والسبب -بمعنى استخدام العقل كأساس وحيد للعمل البشري-، وبشكل عام أدانت فكرة التوفيق مع التقدم. وتضمنت الإعلانات فهرسا بالكتب المحرمة.
كان التغيير العميق هو إعادة التنظيم التدريجي للكنيسة الكاثوليكية واستخدامها الواسع لوسائل الإعلام. عمل الباباوات على زيادة سيطرتهم على الكنيسة. تعرضت الكنيسة لانتقادات شديدة من قِبل الحكومات الأوروبية، وكانت تعمل بطريقة مركزية ومبسطة مع تسلسل هرمي صارم، سعى الأساقفة للحصول على توجيه من الفاتيكان وأعطيت احتياجات وآراء الكنيسة الدولية الأولوية على تلك المحلية. أطلق عليها معارضو منظمة الكنيسة الهرمية الجديدة ازدراء ultramontanism [الإنجليزية].
في ضوء معارضة الكنيسة للتنوير والإصلاحات الليبرالية وثورات القرنين الثامن عشر والتاسع عشر، أثارت هذه العقائد وإصرار الكنيسة على العصمة البابوية غضب الليبراليين في جميع أنحاء أوروبا، حتى بين بعض الكاثوليك، مضيفًا وقودًا إلى المناقشات الساخنة.
مثلت «العقائد» تهديدًا للدولة العلمانية لأنها أعادت التأكيد على أن الولاء الأساسي للكاثوليك لم يكن لدولتهم القومية، بل للإنجيل والكنيسة وأن تعليم البابا كان مطلقًا وموثوقًا لجميع المؤمنين. حتى أن السياسيين العلمانيين تساءلوا عما إذا كانت «الكاثوليكية والولاء للدولة الليبرالية الحديثة لا يستبعد أحدهما الآخر». كتب رئيس الوزراء البريطاني جلادستون في عام 1874 أن تعاليم العصمة البابوية أضعفت ولاء الكاثوليك الإنجليز المؤمنين. كانت العقائد إعلان حرب ضد الدولة الحديثة والعلم والحرية الروحية بالنسبة لليبرالية الأوروبية.
تعامل البابا مع معارضة «العقائد» من خلال حرمان النقاد أو المطالبة بإخراجهم من المدارس والجامعات، كان ذلك يُعتبر «مثالاً للاستبداد البابوي». في استجابة مباشرة لإعلانات الفاتيكان، أصدرت النمسا ما يسمى بـ«قوانين مايو» لـ Cisleithania [الإنجليزية] في عام 1868، وتقييد الكونكوردات عام 1855، ثم ألغت الكونكوردات تمامًا في عام 1870.
امتنعت ساكسونيا وبافاريا عن الموافقة على نشر عقيدة العصمة البابوية؛ حتى أن هيسن وبادن نفيا أي شرعية قانونية لتلك العقيدة. رفضت فرنسا نشر المذاهب بالكُلية. ومنعت إسبانيا نشر «منهج الأخطاء» عام 1864.

### ألمانيا

#### ما قبل 1871

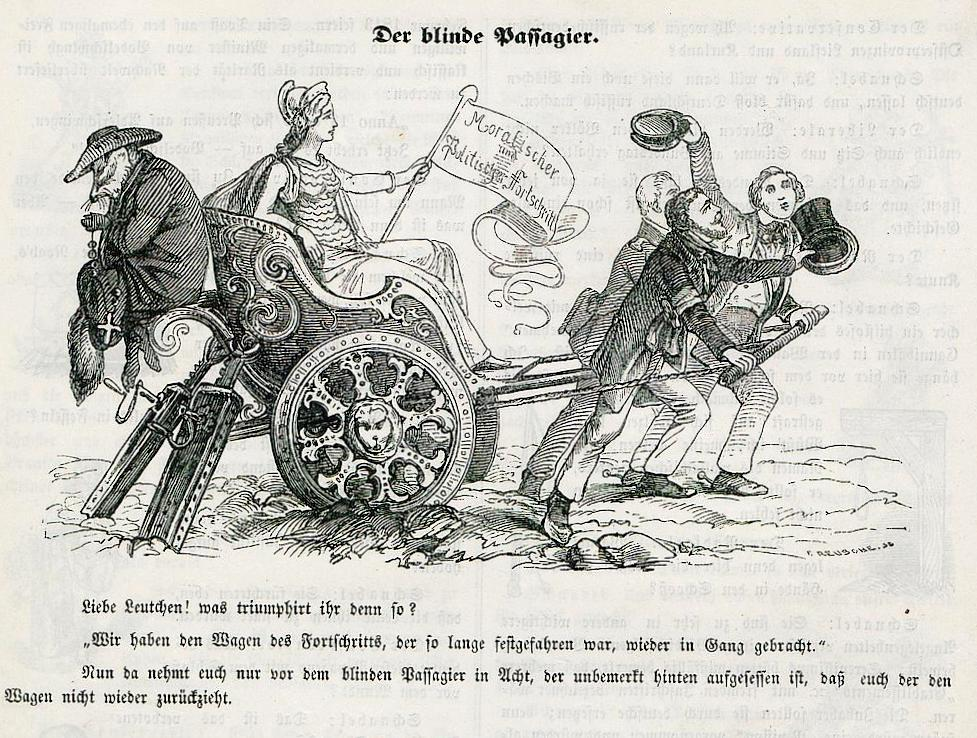
رسم كاريكاتوري مناهض للكاثوليك في "Leuchtkugeln" في ميونيخ، 1848. تحذير بعدم الابتهاج بعد. رجل الدين الكاثوليكي باعتباره ثعلبًا وراكبًا أعمى في عربة التقدم، من أجل عكس مجرى التاريخ لاحقًا.

بحلول منتصف القرن التاسع عشر، هيمنت السياسات الليبرالية أيضًا على ألمانيا وأصبح الفصل بين الكنيسة والدولة قضية بارزة. عادة ما يتم تأطير Kulturkampf في بروسيا في العامين 1871 و1878 مع إعلان الكنيسة الكاثوليكية رسميًا نهايتها في عام 1880، لكن النضال في ألمانيا كان أمرًا مستمرًا دون بداية محددة والسنوات من 1871 إلى 1878 فقط كانت تتويجا في بروسيا.
في أعقاب الدول الأوروبية الأخرى، اتخذت معظم الدول الألمانية الخطوات الأولى للعلمنة قبل التوحيد بفترة طويلة. كانت الأغلبية الكاثوليكية في بادن في طليعة كبح نفوذ الكنيسة الكاثوليكية (نزاع كنيسة بادن، 1852-1854) وKulturkampf Baden [الألمانية] (Badischer Kulturkampf, 1864–1876). ومن الأمثلة الأخرى بروسيا (1830، 1850، 1859، 1969)، فورتمبيرغ (1859/1862)، بافاريا (Bayerischer Kulturkampf [الألمانية], 1867)، هيس-ناساو أو هيس-دارمشتات.
في عام 1837 ظهر جدل «كولنر ويرين» (كولنر ويرين [الألمانية]) وهي من القضايا القانونية والسياسات المتعلقة بأطفال الزيجات البروتستانتية الكاثوليكية المختلطة، اعتبرت تسوية بروسيا النهائية هزيمة للدولة لأنها استسلمت لمطالب الكنيسة الكاثوليكية. في عام 1850، دخلت بروسيا مرة أخرى في نزاع مع الكنيسة حول الزواج المدني والمدارس الابتدائية، وفي عام 1852، أصدرت قرارات ضد اليسوعيين. كما هو الحال في العديد من البلدان الأوروبية، جرى حظر اليسوعيين أو تقييدهم بشدة في العديد من الولايات الألمانية مثل ساكسونيا (1831) وحتى في الكاثوليكية مثل بافاريا (1851)، بادن (1860) أو فورتمبيرغ (1862).
وحتى لا يجري استبعادها، فإن المناطق الألمانية إلى غرب نهر الراين قد مرت بالفعل بعملية فصل الكنيسة عن الدولة بما يتماشى مع علمنة راديكالية بعد الضم من قِبل فرنسا الثورية والنابليونية في عام 1794. وبعد عودتهم إلى ألمانيا في عام 1814، تم الاحتفاظ بالعديد من التغييرات إن لم يكن معظمها.